# Front du Nord-Caucase
Le front du Nord Caucase était un front de l'Armée rouge durant la Seconde Guerre mondiale. Il correspond à deux organisations distinctes durant la guerre. 

## Formation initiale (25 mai 1942 -1erseptembre 1942)
La première formation de ce front, créée le 20 mai 1942, fut commandée par le maréchal Semion Boudienny pendant toute sa durée d'activité. Il incorporait alors des forces du front de Crimée précédemment dissout, complétées le 28 juillet 1942 par des forces du front du Sud également dissout. Le 1er septembre 1942, le front fut réorganisé en tant que groupe des forces de la mer Noire et attaché au front transcaucasien durant l'occupation allemande du kraï de Krasnodar.

## Deuxième Formation (24 janvier 1943 - 20 novembre 1943)
La seconde formation de ce front intervint le 24 janvier 1943 à partir du groupe des forces Nord du front Transcaucasien situé dans l'Est du Caucase, et de la réintégration du groupe des forces de la mer Noire le 5 février 1943. Le lieutenant-général Ivan Maslennikov, promu colonel-général en janvier 1943, en prit le commandement initial. Le lieutenant-général Ivan Iefimovitch Petrov (russe : Иван Ефремович Петров), lui succéda en mai 1943, avant d'être promu colonel-général en août. 
À l'époque de la bataille de Koursk en août 1943, durant une longue série d'engagements désignés sous le nom de bataille du Caucase, le front transcaucasien absorba le groupe des forces de la mer Noire qui comprenait la 46e, 18e, 47e et 56e armées, ainsi que la 5e armée aérienne et les 13e et 16e Corps indépendants de fusiliers . 
Le groupe des forces de la mer Noire commandait la 37e, 9e, 58e et 44e armées, ainsi qu'un groupe de cavalerie mécanisée et le 10e Corps indépendant de fusiliers. Il commandait de plus la flotte de la mer Noire et l'armée de défense aérienne de Bakou.
Le front fut réorganisé sous la forme de l'Armée maritime (ru) le 20 novembre 1943, durant l'Opération Kertch–Eltigen, la traversée par les Soviétiques de la mer d'Azov.